# UFC 208
UFC 208：霍尔姆对兰达米（UFC 208: Holm vs. de Randamie）是终极格斗冠军赛（UFC）主办的一场综合格斗赛事，于2017年2月11日在美国纽约布鲁克林的巴克莱中心举行。

## 结果
1. ↑  UFC女子羽量级首次冠军战